# IJslandse kampioenschappen schaatsen allround
De IJslandse kampioenschappen schaatsen allround is een schaatstoernooi dat in de jaren 50 en 60 van de twintigste eeuw enkele malen verreden werd.

## Mannen
| Seizoen                       | Datum         | Plaats    | Goud               | Zilver                  | Brons                  |
| ----------------------------- | ------------- | --------- | ------------------ | ----------------------- | ---------------------- |
| Driekamp (500m, 5000m, 1500m) |               |           |                    |                         |                        |
| 1950                          | 19/20-02-1950 | Reykjavík | Ólafur Jóhannesson |                         |                        |
| Kleine vierkamp               |               |           |                    |                         |                        |
| 1951                          | 03/04-02-1951 | Akureyri  | Kristján Árnason   | Þorsteinn Steingrímsson | Jón Dalmann Ármannsson |
| 1952                          | 11/12-02-1952 | Reykjavik | Kristján Árnason   | Þorsteinn Steingrímsson | Bjørn Baldursson       |
| 1953                          | 18/19-02-1953 | Akureyri  | Bjørn Baldursson   | Hjalti Þorsteinsson     | Jón Dalmann Ármannsson |
| Driekamp (500m, 3000m, 1500m) |               |           |                    |                         |                        |
| 1954                          | 10/11-03-1954 | Reykjavík | Kristján Árnason   | Bjørn Baldursson        | Guðlaugur Baldursson   |
| Kleine vierkamp               |               |           |                    |                         |                        |
| 1955                          | 12/13-02-1955 | Reykjavík | Bjørn Baldursson   | Þorsteinn Steingrímsson | Jón R. Einarsson       |
| 1960                          | 20/21-02-1960 | Reykjavík | Bjørn Baldursson   | Skúli Gunnar Ágústsson  | Sigfús Erlingsson      |
| 1961                          | 28/29-01-1961 | Akureyri  | Örn Indriðason     | Sigfús Erlingsson       | Skúli Gunnar Ágústsson |

## Vrouwen
| Seizoen               | Datum         | Plaats    | Goud                      | Zilver                 | Brons              |
| --------------------- | ------------- | --------- | ------------------------- | ---------------------- | ------------------ |
| Tweekamp (500, 1500m) |               |           |                           |                        |                    |
| 1951                  | 03/04-02-1951 | Akureyri  | Edda Indriðadóttir        |                        |                    |
| 1952                  | 11/12-02-1952 | Reykjavik | Edda Indriðadóttir        |                        |                    |
| Minivierkamp          |               |           |                           |                        |                    |
| 1953                  | 18/19-02-1953 | Akureyri  | Edda Indriðadóttir        | Hólmfríður Ólafsdóttir |                    |
| Tweekamp (500, 1500m) |               |           |                           |                        |                    |
| 1961                  | 28/29-01-1961 | Akureyri  | Anna Halldóra Karlsdóttir | Edda Þorsteinsdóttir   | Inga Ingólfsdóttir |

 Argentinië · 
 België · 
 Bohemen · 
 Canada · 
 China · 
 DDR · 
 Duitsland (mannen) - (vrouwen) · 
 Estland · 
 Finland · 
 Frankrijk · 
 Hongarije · 
 IJsland · 
 Italië · 
 Japan · 
 Kazachstan · 
 Mongolië · 
 Nederland (mannen) - (vrouwen) · 
 Nieuw-Zeeland ·
 Noorwegen (mannen) - (vrouwen) · 
 Oekraïne · 
 Oostenrijk · 
 Polen · 
 Roemenië · 
 Rusland · 
 Tsjechië · 
 Verenigde Staten · 
 Wit-Rusland · 
 Zuid-Korea · 
 Zweden · 
 Zwitserland